# Tixmucuy, Campeche
Tixmucuy är en ort i Mexiko.   Den ligger i kommunen Campeche och delstaten Campeche, i den östra delen av landet, 900 km öster om huvudstaden Mexico City. Tixmucuy ligger 26 meter över havet och antalet invånare är 497.
Terrängen runt Tixmucuy är platt. Runt Tixmucuy är det ganska tätbefolkat, med 86 invånare per kvadratkilometer. Tixmucuy är det största samhället i trakten. I omgivningarna runt Tixmucuy växer i huvudsak lövfällande lövskog.